# کندسر (لنگرود)
کندسر ، روستایی از توابع بخش اتاقور شهرستان لنگرود در استان گیلان ایران است.

## جمعیت
جمعیت این روستا براساس سرشماری مرکز آمار ایران در سال ۱۳۸۵، جمعیت آن ۱۴۰ نفر (۳۹خانوار) بوده‌است. روستای کندسر دارای موقعیت خوبی می‌باشد به طوری که از طرفین و وسطین به ترتیب به روستای لیل و اتاقور محدود می‌شود.